# Super League 2016 (India)
La Indian Super League 2016, chiamata ufficialmente 2016 Hero Indian Super League per ragioni di sponsorizzazione, è stata la terza edizione di uno dei principali campionati del calcio indiano. La stagione è iniziata il 1º ottobre 2016 e s'è conclusa il 18 dicembre 2016, con la vittoria del 2º titolo dell'ISL per l'Atlético de Kolkata.

## Stagione

### Aggiornamenti
Sono stati sottratti 15 punti al Goa secondo la decisione della federazione indiana.
Successivamente la penalizzazione è stata revocata.

## Squadre partecipanti e allenatori

### Squadre partecipanti, stadi e sponsor
| Club                | Stagione | Città    | Stadio                           | Stagione precedente                                                                               |
| ------------------- | -------- | -------- | -------------------------------- | ------------------------------------------------------------------------------------------------- |
| Atlético de Kolkata | dettagli | Calcutta | Rabindra Sarobar Stadium         | 2ª Classificata, semifinalista di play-off.                                                       |
| Chennaiyin          | dettagli | Chennai  | Marina Arena                     | 1ª Classificata, finalista di play-off contro Atlético de Kolkata Vincitrice Indian Super League. |
| Delhi Dynamos       | dettagli | Delhi    | Jawaharlal Nehru Stadium         | 4ª Classificata, semifinalista di play-off.                                                       |
| FC Goa              | dettagli | Goa      | Fatorda Stadium                  | 2ª Classificata, finalista di play-off contro Delhi Dynamos.                                      |
| Kerala Blasters     | dettagli | Kochi    | Jawaharlal Nehru Stadium (Kochi) | 8ª Classificata.                                                                                  |
| Mumbai City         | dettagli | Mumbai   | DY Patil Stadium                 | 6ª Classificata.                                                                                  |
| NorthEast Utd       | dettagli | Guwahati | Indira Gandhi Athletic Stadium   | 5ª Classificata.                                                                                  |
| Pune City           | dettagli | Pune     | Balewadi Stadium                 | 7ª Classificata.                                                                                  |

### Allenatori
| Club                | Allenatore            | In carica dal     | Vice-allenatore                  |
| ------------------- | --------------------- | ----------------- | -------------------------------- |
| Atlético de Kolkata | José Francisco Molina | 3 maggio 2016     | Pablo Amo                        |
| Chennaiyin          | Marco Materazzi       | 12 settembre 2014 | Syed Sabir Pasha                 |
| Delhi Dynamos       | Gianluca Zambrotta    | 29 giugno 2016    | Simone Barone                    |
| FC Goa              | Zico                  | 3 settembre 2014  |                                  |
| Kerala Blasters     | Steve Coppell         | 20 giugno 2016    | Ishfaq Ahmed                     |
| Mumbai City         | Alexandre Guimarães   | 9 aprile 2016     | Juliano Fontana                  |
| NorthEast Utd       | Nelo Vingada          | 16 luglio 2016    | Joao Arnaldo Correia De Carvalho |
| Pune City           | Antonio López Habas   | 25 aprile 2016    | Renedy Singh                     |

#### Cambio di allenatore
| Squadra             | Allenatore in uscita | Motivo                          | Dal            | Fino al          | Allenatore in entrata | A partire dal  |
| ------------------- | -------------------- | ------------------------------- | -------------- | ---------------- | --------------------- | -------------- |
| Mumbai City         | Nicolas Anelka       | Fine contratto                  |                | 20 dicembre 2015 | Alexandre Guimarães   | 19 aprile 2016 |
| Pune City           | David Platt          | Fine contratto                  |                | 20 dicembre 2015 | Antonio López Habas   | 25 aprile 2016 |
| Atlético de Kolkata | Antonio López Habas  | Fine contratto                  |                | 20 dicembre 2015 | José Francisco Molina | 5 maggio 2016  |
| NorthEast Utd       | César Farías         | Fine contratto                  |                | 20 dicembre 2015 | Sérgio Farias         | 13 maggio 2016 |
| Kerala Blasters     | Terry Phelan         | Fine contratto                  |                | 20 dicembre 2015 | Steve Coppell         | 21 giugno 2016 |
| Delhi Dynamos       | Roberto Carlos       | Fine contratto                  |                | 20 dicembre 2015 | Gianluca Zambrotta    | 5 luglio 2016  |
| NorthEast Utd       | Sérgio Farias        | Nuovo allenatore del Suphanburi | 13 maggio 2016 | 9 luglio 2016    | Nelo Vingada          | 16 luglio 2016 |

## Calciatori stranieri

### Giocatori marquee
| Squadra             | Giocatore marquee |
| ------------------- | ----------------- |
| Atlético de Kolkata | Hélder Postiga    |
| Chennaiyin          | John Arne Riise   |
| Delhi Dynamos       | Florent Malouda   |
| FC Goa              | Lúcio             |
| Kerala Blasters     | Aaron Hughes      |
| Mumbai City         | Diego Forlán      |
| NorthEast Utd       | Didier Zokora     |
| Pune City           | Mohamed Sissoko   |

### Giocatori stranieri
| Squadra             | Giocatore 1    | Giocatore 2          | Giocatore 3      | Giocatore 4   | Giocatore 5     | Giocatore 6        | Giocatore 7         | Giocatore 8     | Giocatore 9          | Giocatore 10      | Giocatore 11    | Giocatore 12  | Giocatore 13 |
| ------------------- | -------------- | -------------------- | ---------------- | ------------- | --------------- | ------------------ | ------------------- | --------------- | -------------------- | ----------------- | --------------- | ------------- | ------------ |
| Atlético de Kolkata | Iain Hume      | Ofentse Nato         | Sameehg Doutie   | Tiri          | Stephen Pearson | Pablo Gallardo     | Dani Mallo          | Borja Fernández | Javi Lara            | Juan Belencoso    | Henrique Sereno |               |              |
| Chennaiyin          | Bernard Mendy  | Raphael Augusto      | Maurizio Peluso  | Éder          | Manuele Blasi   | Hans Mulder        | Davide Succi        | Eli Sabiá       | Duwayne Kerr         | Dudu Omagbemi     |                 |               |              |
| Delhi Dynamos       | Toni Doblas    | Marcelinho           | Bruno Pelissari  | Marcos Tébar  | David Addy      | Samir Nabi         | Rubén González      | Memo            | Baye Ibrahima Niasse | Richard Gadze     | Badara Badji    |               |              |
| FC Goa              | Jofre          | Rafael Coelho        | Reinaldo         | Richarlyson   | Grégory Arnolin | Rafael Dumas       | Matheus Trindade    | Luciano Sabrosa |                      |                   |                 |               |              |
| Kerala Blasters     | Antonio German | Josué Currais Prieto | Graham Stack     | Ouzin Ndoye   | Michael Chopra  | Kervens Belfort    | Cédric Hengbart     | Azrack Mahamat  | Didier Boris Kadio   | Duckens Nazon     |                 |               |              |
| Mumbai City         | Sony Nordé     | Matías Defederico    | Krisztián Vadócz | Gerson Vieira | Léo Costa       | Lucian Goian       | Roberto Volpato     | Walter Ibáñez   | Gastón Sangoy        | Facundo Cardozo   | Cafu            | Thiago Cunha  |              |
| NorthEast Utd       | Katsumi Yusa   | Mailson              | Morais           | Sasha Aneff   | Nicolás Vélez   | Gustavo Lazzaretti | Koffi Ndri          | Wellington Lima | Emiliano Alfaro      | Wellington Priori | Fábio Neves     | Robert Cullen |              |
| Pune City           | Apoula Edel    | Bruno Herrero Arias  | Pitu             | Jonatan Lucca | Momar Ndoye     | Eduardo Ferreira   | Bruno Herrero Arias | Jesús Tato      | Aníbal Zurdo         | Gustavo Oberman   |                 |               |              |

## Classifica finale
|                  | Pos. | Squadra             | Pt | G  | V | N | P | GF | GS | DR  |
| ---------------- | ---- | ------------------- | -- | -- | - | - | - | -- | -- | --- |
|                  | 1.   | Mumbai City         | 23 | 14 | 6 | 5 | 3 | 16 | 8  | 8   |
|                  | 2.   | Kerala Blasters     | 22 | 14 | 6 | 4 | 4 | 13 | 15 | -2  |
|                  | 3.   | Delhi Dynamos       | 21 | 14 | 5 | 6 | 3 | 27 | 17 | 10  |
| India (bandiera) | 4.   | Atlético de Kolkata | 20 | 14 | 4 | 8 | 2 | 16 | 14 | 2   |
|                  | 5.   | NorthEast Utd       | 18 | 14 | 5 | 3 | 6 | 14 | 14 | 0   |
|                  | 6.   | Pune City           | 16 | 14 | 4 | 4 | 6 | 13 | 16 | -3  |
|                  | 7.   | Chennaiyin          | 15 | 14 | 3 | 6 | 5 | 20 | 25 | -5  |
|                  | 8.   | FC Goa              | 14 | 14 | 4 | 2 | 8 | 15 | 25 | -10 |

Legenda:

       Campione dell'Indian Super League
      Ammesse ai Play-off

## Spareggi

### Play-off

#### Tabellone
|  | Semifinali | Semifinali          | Semifinali | Semifinali | Semifinali |  |  | Finale | Finale              | Finale | Finale | Finale |  |
|  |            |                     |            |            |            |  |  |        |                     |        |        |        |  |
|  | 4          | Atlético de Kolkata | 3          | 0          | 3          |  |  |        |                     |        |        |        |  |
|  | 1          | Mumbai City         | 2          | 0          | 2          |  |  | 4      | Atlético de Kolkata | 1 (4)  | -      | -      |  |
|  | 2          | Kerala Blasters     | 1          | 1          | 2 (3)      |  |  | 2      | Kerala Blasters     | 1 (3)  | -      | -      |  |
|  | 3          | Delhi Dynamos       | 0          | 2          | 2 (0)      |  |  |        |                     |        |        |        |  |

#### Semifinali
| Arbitro: | Dilan Perera |

|                                 |           |                          |
| Ralte 3’ Hume 39’, 45+4’ (rig.) | Marcatori | 10’ Léo Costa 19’ Gerson |

| Mumbai 13 dicembre 2016, ore 19:00 UTC+5:30 Ritorno | Mumbai City | 0 – 0 referto | Atlético de Kolkata | DY Patil Stadium (7 690 spett.)\| Arbitro: \| Rowan \| |
| Arbitro:                                            | Rowan       |               |                     |                                                        |

| Arbitro: | Banerji |

|             |           |  |
| Belfort 64’ | Marcatori |  |

| Arbitro: | Dilan Perera |

|                              |                      |                                |
| Marcelinho 21’ Rubén 45+8’   | Marcatori            | 24’ Nazon                      |
| Malouda Bruno Pelissari Memo | Tiri di rigore 0 – 3 | Currais German Belfort Rafique |

#### Finale
| Arbitro: | Faghani |

|                                       |                      |                                  |
| Rafi 37’                              | Marcatori            | 44’ Sereno                       |
| German Belfort Ndoye Rafique Hengbart | Tiri di rigore 3 – 4 | Hume Doutie Borja Javi Lara Raja |

| Kerala Blasters | Atlético de Kolkata |

|                 |    |                     |      |     |
|                 |    |                     |      |     |
| GK              | 1  | Graham Stack        |      |     |
| RB              | 21 | Sandesh Jhingan     | 100’ |     |
| CB              | 6  | Aaron Hughes (c)    |      | 36’ |
| CB              | 5  | Cédric Hengbart     | 119’ |     |
| LB              | 11 | Ishfaq Ahmed        | 93’  |     |
| RM              | 13 | C.K. Vineeth        |      |     |
| CM              | 14 | Mehtab Hossain      |      |     |
| CM              | 88 | Azrack Mahamat      |      |     |
| LM              | 20 | Mohammed Rafi       |      | 77’ |
| SS              | 9  | Kervens Belfort     |      |     |
| CF              | 78 | Duckens Nazon       |      | 77’ |
| A disposizione: |    |                     |      |     |
| GK              | 24 | Sandip Nandy        |      |     |
| DF              | 19 | Elhadji Ndoye       |      | 36’ |
| FW              | 7  | Mohammed Rafique    |      | 77’ |
| FW              | 10 | Antonio German      |      | 77’ |
| MF              | 2  | Pratik Chowdhary    |      |     |
| MF              | 8  | Vinit Rai           |      |     |
| FW              | 12 | Thongkhosiem Haokip |      |     |
| MF              | 16 | Gurwinder Singh     |      |     |
| MF              | 27 | Michael Chopra      |      |     |
| FW              | 31 | Rino Anto           |      |     |
| MF              | 57 | Didier Boris Kadio  |      |     |
| Allenatore      |    |                     |      |     |
| Steve Coppell   |    |                     |      |     |

|                       |    |                  |      |     |
|                       |    |                  |      |     |
| GK                    | 24 | Debjit Majumder  |      |     |
| RB                    | 12 | Pritam Kotal     | 100’ |     |
| CB                    | 2  | Henrique Sereno  |      | 95’ |
| CB                    | 4  | Tiri             |      |     |
| LB                    | 80 | Keegan Pereira   |      | 43’ |
| RM                    | 11 | Sameehg Doutie   |      |     |
| CM                    | 10 | Borja (c)        | 25’  |     |
| CM                    | 8  | Jewel Raja       |      |     |
| LM                    | 20 | Lalrindika Ralte |      |     |
| SS                    | 9  | Hélder Postiga   |      | 67’ |
| CF                    | 7  | Iain Hume        |      |     |
| A disposizione:       |    |                  |      |     |
| GK                    | 14 | Dani Mallo       |      |     |
| GK                    | 22 | Shilton Paul     |      |     |
| DF                    | 33 | Prabir Das       |      | 43’ |
| MF                    | 15 | Javi Lara        |      | 67’ |
| MF                    | 23 | Ofentse Nato     |      | 95’ |
| DF                    | 6  | Kingshuk Debnath |      |     |
| MF                    | 13 | Bikramjit Singh  |      |     |
| MF                    | 17 | Bidyananda Singh |      |     |
| MF                    | 25 | Stephen Pearson  |      |     |
| MF                    | 34 | Abhinas Ruidas   |      |     |
| Allenatore:           |    |                  |      |     |
| José Francisco Molina |    |                  |      |     |

## Statistiche

### Squadre

#### Classifica in divenire
|                     | 1ª | 2ª | 3ª | 4ª | 5ª | 6ª | 7ª | 8ª | 9ª | 10ª | 11ª | 12ª | 13ª | 14ª |
| ------------------- | -- | -- | -- | -- | -- | -- | -- | -- | -- | --- | --- | --- | --- | --- |
| Atlético de Kolkata | 1  | 4  | 5  | 6  | 9  | 9  | 12 | 12 | 13 | 14  | 15  | 18  | 19  | 20  |
| Chennaiyin          | 1  | 1  | 4  | 7  | 8  | 9  | 10 | 10 | 10 | 13  | 14  | 14  | 15  | 15  |
| Delhi Dynamos       | 3  | 4  | 5  | 6  | 6  | 7  | 10 | 13 | 16 | 17  | 17  | 20  | 20  | 21  |
| FC Goa              | 0  | 0  | 0  | 1  | 4  | 4  | 4  | 7  | 7  | 10  | 11  | 11  | 11  | 14  |
| Kerala Blasters     | 0  | 0  | 1  | 4  | 5  | 8  | 9  | 9  | 12 | 15  | 15  | 18  | 19  | 22  |
| Mumbai City         | 3  | 6  | 7  | 7  | 8  | 8  | 11 | 12 | 15 | 15  | 16  | 19  | 22  | 23  |
| NorthEast United    | 3  | 6  | 6  | 9  | 10 | 10 | 10 | 10 | 10 | 11  | 14  | 15  | 18  | 18  |
| Pune City           | 0  | 3  | 3  | 4  | 5  | 6  | 6  | 9  | 12 | 12  | 15  | 15  | 15  | 16  |

### Primati stagionali

#### Squadre
- Maggior numero di vittorie:  Mumbai City (6)
- Minor numero di sconfitte:  Atlético de Kolkata (2)
- Miglior attacco:  Delhi Dynamos (27)
- Miglior difesa:  Mumbai City (8)
- Miglior differenza reti:  Delhi Dynamos (10)
- Maggior numero di pareggi:  Atlético de Kolkata (8)
- Minor numero di pareggi:  FC Goa (2)
- Partita con più spettatori:  Kerala Blasters vs  Delhi Dynamos 0-0 (54.913)
- Partita con meno spettatori:  Mumbai City vs  NorthEast Utd 1-0 (6.147)
- Media spettatori più alta:
- Media spettatori più bassa:
- Minor numero di vittorie:  Chennaiyin (3)
- Maggior numero di sconfitte:  FC Goa (8)
- Peggior attacco:  Pune City (13)
- Peggior difesa:  Chennaiyin  FC Goa (25)
- Peggior differenza reti:  FC Goa (-10)
- Partita con più reti:  Pune City vs  Delhi Dynamos 4-3
- Partita con maggiore scarto di gol:  Mumbai City vs  Kerala Blasters 5-0
- Miglior serie positiva:  Delhi Dynamos (3 vittorie consecutive)
- Peggior serie negativa:  NorthEast Utd (4 sconfitte consecutive)

### Individuali

#### Classifica marcatori
| Gol | Rigori |  | Giocatore         | Squadra             |
| --- | ------ |  | ----------------- | ------------------- |
| 10  | 2      |  | Marcelinho        | Delhi Dynamos       |
| 7   | 3      |  | Iain Hume         | Atlético de Kolkata |
| 5   |        |  | Emiliano Alfaro   | NorthEast Utd       |
| 5   |        |  | Richard Gadze     | Delhi Dynamos       |
| 5   |        |  | Dudu Omagbemi     | Chennaiyin          |
| 5   |        |  | Rafael Coelho     | FC Goa              |
| 5   |        |  | C.K. Vineeth      | Kerala Blasters     |
| 5   | 1      |  | Diego Forlán      | Mumbai City         |
| 5   | 1      |  | Aníbal Zurdo      | Pune City           |
| 4   |        |  | Kean Lewis        | Delhi Dynamos       |
| 3   |        |  | Florent Malouda   | Delhi Dynamos       |
| 3   |        |  | Javi Lara         | Atlético de Kolkata |
| 3   |        |  | Jeje Lalpekhlua   | Chennaiyin          |
| 3   |        |  | Davide Succi      | Chennaiyin          |
| 3   |        |  | Matías Defederico | Mumbai City         |
| 3   |        |  | Krisztián Vadócz  | Mumbai City         |
| 3   |        |  | Nicolás Vélez     | NorthEast Utd       |
| 3   | 1      |  | Kervens Belfort   | Kerala Blasters     |